# Tułowszczyzna
Tułowszczyzna (biał. Тулоўшчына; ros. Туловщина) – wieś na Białorusi, w obwodzie brzeskim, w rejonie prużańskim, w sielsowiecie Linowo.
W dwudziestoleciu międzywojennym leżała w Polsce, w województwie poleskim, w powiecie prużańskim.